# Från det slaktade Guds lamm
Från det slaktade Guds lamm är en psalm med text skriven 1909 av Olof Hedeen och musik skriven 1880 av James Ramsey Murray.

## Publicerad i
- Segertoner 1988 som nr 526 under rubriken "Att leva av tro - Skuld - förlåtelse -rening".[1]